# Prince of Persia: The Graphic Novel
Prince of Persia: The Graphic Novel é um romance gráfico lançado em 2008, que foi baseado na série Prince of Persia, criada por Jordan Mechner. Tendo sido publicada pela First Second, uma editora de romances gráficos de Nova Iorque, ele foi escrito por A.B. Sina e ilustrado por LeUyen Pham e Alex Puvilland. O seu enredo, que foi influenciado por trabalhos como The Arabian Nights e Épica dos Reis, é sobre dois príncipes cujas histórias acontecem paralelas entre si. Prince of Persia: The Graphic Novel recebeu uma avaliação equilibrada de críticos como Andrew Wheeler da comicmix.com. A primeira edição do romance gráfico incluiu um comentário feito por Jordan Mechner.